# Cyrano de Bergerac (toneelstuk)

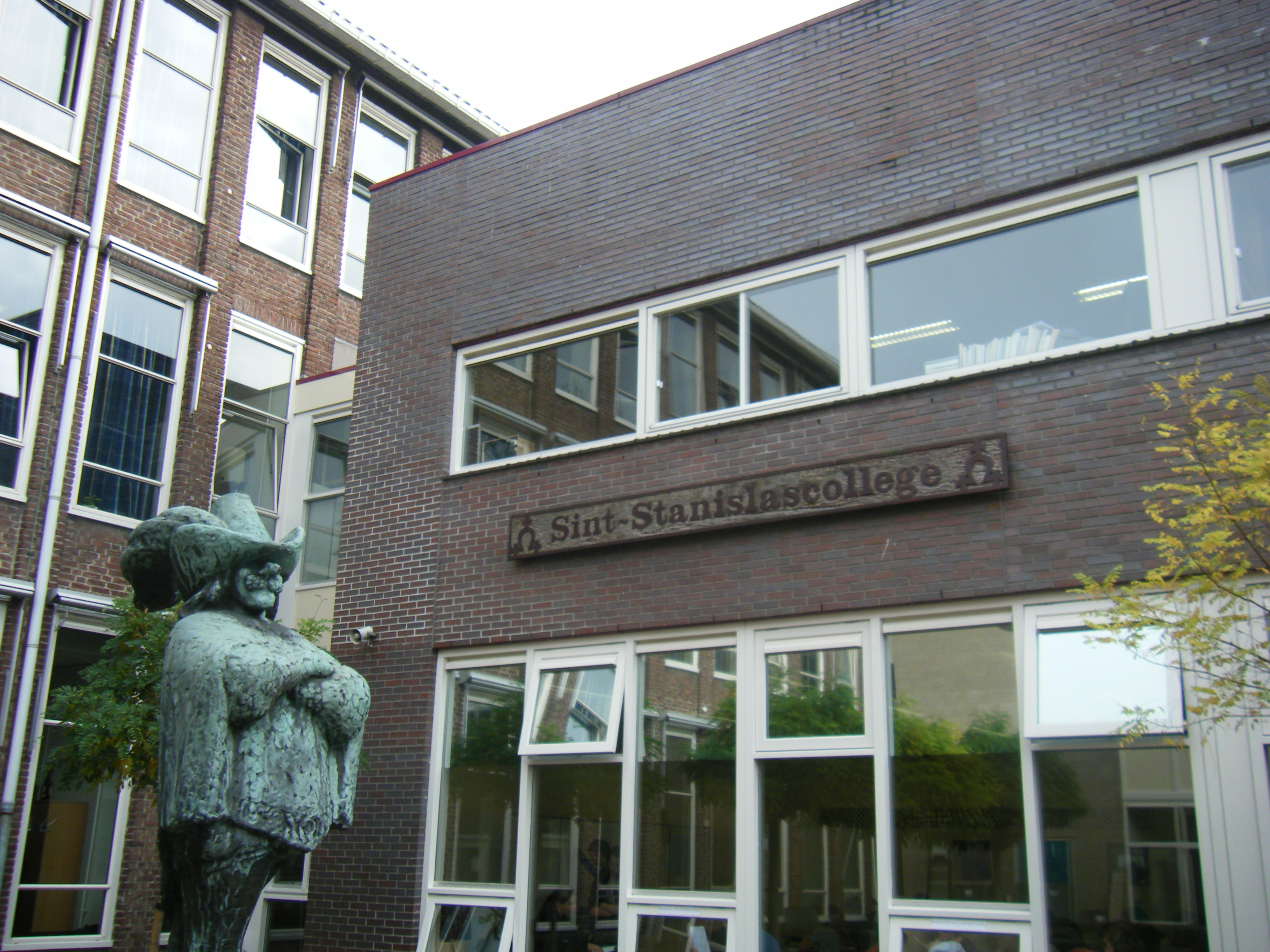
Standbeeld van Cyrano de Bergerac bij het Stanislascollege in Delft

Cyrano de Bergerac is een toneelstuk uit 1897 van de Franse toneelschrijver Edmond Rostand (1868-1918) over de dichter Cyrano de Bergerac.

## Verhaal
Het toneelstuk begint in 1640 in Parijs. Cyrano de Bergerac, dichter en aanvoerder van de cadetten in het Franse leger, is verliefd op zijn nichtje Roxane. Maar omdat hij zo'n lange neus heeft, denkt hij dat ze nooit van hem zal houden. Tot ze op een dag een afspraak met hem wil. Hij is zo zenuwachtig dat hij besluit haar een brief te schrijven en snel weg te gaan. Maar dan komt ze al binnen. Roxane begint hem te vertellen dat ze op iemand verliefd is, die volgens haar ook van haar houdt. Cyrano krijgt hoop, totdat ze zegt dat haar geliefde in zijn regiment zit en hij Christian de Neuvillette heet. Hevig teleurgesteld, maar ook hevig verliefd, belooft Cyrano haar, dat hij Christian in de oorlog zo veel mogelijk zal beschermen.
Als Cyrano hem later ontmoet, belooft hij Christian te zullen helpen Roxane voor zich te winnen. Omdat Cyrano dichter is, schrijft hij de liefdesbrieven aan Roxane, die Christian ondertekent. Christian wil bij een ontmoeting met Roxane zelf het woord doen, maar hij kan Roxane niet bekoren met zijn weinig poëtische taalgebruik. Daarom doet Cyrano, verdekt onder het balkon van Roxane opgesteld, het woord in zijn plaats. Dat kan Roxane wel bekoren.
Dan krijgt Roxane een brief van graaf De Guiche, als legeraanvoerder de meerdere van Cyrano. Deze graaf wil met Roxane trouwen, wat zij echter absoluut niet wil. Daarom trouwt ze snel met Christian, vlak voordat de graaf bij haar aankomt. Om tijd te rekken leidt Cyrano de graaf af, die daardoor net te laat komt om het huwelijk te voorkomen.
Als straf zendt hij Cyrano en Christian naar het front tegen de Spanjaarden in de legerplaats Arras, zodat Christian en Roxane in elk geval de eerste huwelijksnacht wordt onthouden.
Cyrano schrijft elke dag twee liefdesbrieven aan Roxane onder Christians naam, maar nu zonder dat Christian dat weet. De oorlog duurt weken en er heerst een vreselijke hongersnood onder alle soldaten. Op een gegeven moment komt Roxane met veel voedsel naar Arras. Ze bedankt Christian voor al zijn brieven en zegt dat ze nu niet meer van zijn uiterlijk, maar van zijn innerlijk houdt. Zelfs als hij lelijk was, zou ze nu nog van hem houden. Dit vindt Christian natuurlijk niet zo leuk, omdat ze daarmee impliciet zegt, dat ze nu van Cyrano houdt. Christian zegt dit tegen Cyrano, waarna Cyrano ook eens met Roxane gaat praten. Hij begrijpt dat het waar is wat Christian had gezegd, maar als deze wordt neergeschoten door de Spanjaarden en op sterven ligt, vertelt Cyrano hem dat Roxane toch wel degelijk van hém, Christian, houdt. Gerustgesteld en in de armen van zijn geliefde sterft Christian.
Vijftien jaar later, in 1655, rouwt Roxane, die haar intrek heeft genomen in een nonnenklooster, nog steeds om Christian, die ze denkt zo goed te hebben gekend. Cyrano komt haar elke week opzoeken. Vandaag hebben vijanden van hem, met medeweten van graaf De Guiche, een aanslag op hem gepleegd; ze hebben een balk op zijn hoofd laten vallen. Zwaargewond, maar met zijn hoed over de wond, komt Cyrano bij Roxane en probeert haar zo normaal mogelijk een verslag van de week te doen. Ze hebben het dan ook nog over Christian en Cyrano vraagt of hij Christians laatste brief, die Roxane altijd bij zich draagt, mag lezen. Zonder te kijken zegt hij de brief uit zijn hoofd op en omdat het al donker is, heeft Roxane dat door. Opeens begrijpt ze alles, maar Cyrano ontkent. Hij zegt een laatste gedicht op en sterft.

## Savinien Cyrano de Bergerac
Rostand baseerde zijn toneelstuk op een man die werkelijk heeft bestaan: Savinien Cyrano de Bergerac (1619-1655). De Bergerac schreef verschillende boeken. De twee sciencefictionverhalen die na zijn dood zijn gepubliceerd zijn daarvan de bekendste: Voyage dans la Lune (1657) en L'Histoire des états et empires du soleil (1662).

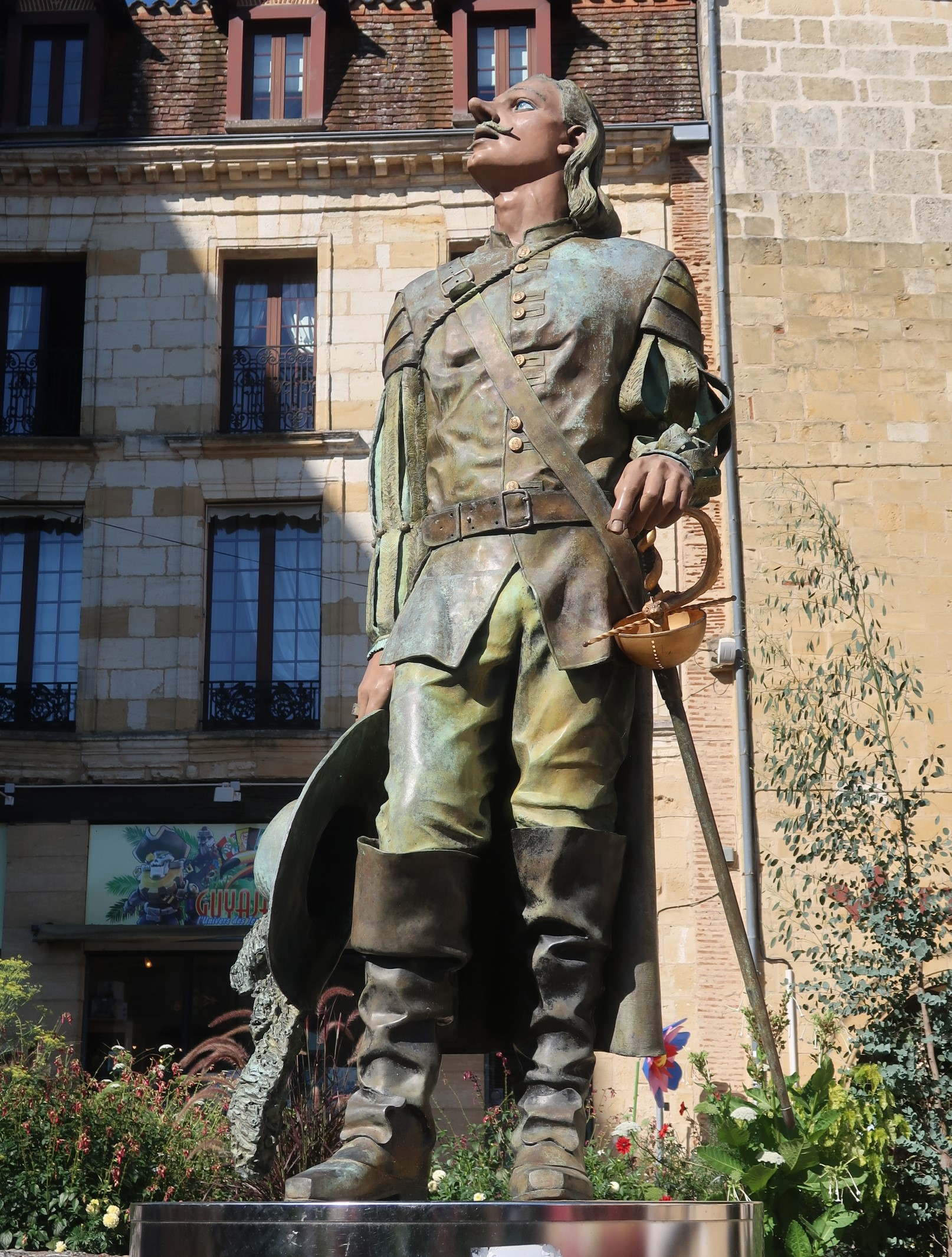
Standbeeld van Cyrano de Bergerac, gemaakt door Mauro Corda en onthuld in Bergerac op 2 juli 2005.

## Adaptaties
In november 1901 werd het stuk enige malen opgevoerd in het Nationaltheatret te Oslo. De toneelmuziek werd samengesteld door Johan Halvorsen; hij koos werken van Jules Massenet, Hector Berlioz, Camille Saint-Saëns en Giovanni Sgambati en voegde zijn eigen opus 50 toe.. In 1923 ging de voorstelling in Oslo in reprise, opnieuw met muziek uitgekozen door Halvorsen, deze keer aangevuld met zijn Marche chevaleresque op. 137.
Het in vijf akten op rijm geschreven toneelstuk uit 1897 is nog steeds goed leesbaar en wordt nog regelmatig opgevoerd. In Nederland was de vertolking door Guus Hermus de bekendste, in Vlaanderen die door Herbert Flack. In 1990 werd de rol van Cyrano in de gelijknamige film van Jean-Paul Rappeneau op de oorspronkelijke tekst vertolkt door Gérard Depardieu, die voor deze film een Oscarnominatie kreeg en een César voor de beste acteur. In totaal werd de film onderscheiden met tien Césars.
Het toneelstuk van Rostand was ook de basis voor de door Joop van den Ende geproduceerde musical Cyrano de Musical uit 1992, geschreven door Koen van Dijk, met in de hoofdrol Bill van Dijk. Deze productie was in 1993 en 1994 ook te zien in het Neil Simon Theatre op Broadway, wederom met Bill van Dijk als Cyrano.
In 2021 werd onder de titel Cyrano een nieuwe verfilming uitgebracht, geregisseerd door Joe Wright. Peter Dinklage speelde de rol van Cyrano.